# Sågasjön
Sågasjön är en sjö i Askersunds kommun i Närke och ingår i Motala ströms huvudavrinningsområde.